# Englebelmer
Englebelmer é uma comuna francesa na região administrativa de Altos da França, no departamento de Somme. Estende-se por uma área de 9,41 km². Em 2010 a comuna tinha 305 habitantes (densidade: 32,4 hab./km²).